# Můj džihád
Můj džihád (v originále My Jihad) je dokumentární film belgického režiséra Marka De Visschera z roku 2015. Pojednává o problematice radikalizace některých evropských muslimů a spolu s imámem Sulaymanem Van Aelem hledá její příčiny a možnosti, jak jí předcházet. 
V březnu 2016 byl snímek uveden na festivalu dokumentárních filmů s lidskoprávní tematikou Jeden svět, za účasti hlavního představitele.